# La Chapelotte

La Chapelotte este o comună în departamentul Cher, Franța. În 1 ianuarie 2022 avea o populație de 130 de locuitori.